# Jean-Claude Izzo
Jean-Claude Izzo (20. června 1945 Marseille – 26. ledna 2000 Marseille) byl francouzský spisovatel, představitel středomořské noir.

## Život
Izzo se narodil v Marseille italským a španělským imigrantům. V 60. letech začal pracovat v knihkupectví, následně prošel vojenskou službou strávenou v Toulonu a Džibutsku. Proslavil se v polovině 90. let, kdy po úspěchu románu Totální chaos doplnil další romány a vytvořil tak Marseillskou trilogii.

## Dílo
Izzovo dílo je řazeno do žánru středomořská noir, kromě detektivní zápletky důkladně popisuje místa děje s jejich společenskými problémy. V češtině byly vydány první dva díly Marseillské trilogie, v níž je vyšetřovatelem a vypravěčem inspektor Fabio Montale:
- Totální chaos (Total Kheops, 1995, česky 2008)
- Chourmo (Chourmo, 1996, česky 2014)
- Soléa (1998)

Marseillská trilogie byla roku 2001 zfilmována jako třídílný televizní seriál pod názvem Fabio Montale, v němž titulní roli ztvárnil Alain Delon.

## Ocenění
Za Chourmo Izzo obdržel Prix Sang d'encre a Deutscher Krimi Preis v mezinárodní kategorii.